# Бунін Михайло Миколайович
Михайло Миколайович Бу́нін (нар. 9 листопада 1887, Красне — пом. жовтень 1941, Лубни) — український радянський живописець і агроном.

## Біографія
Народився 28 жовтня [9 листопада] 1887 року у селі Красному Воронезької губернії Російської імперії (тепер Воронезька область, Росія). Протягом 1912—1917 років навчався в Петровській сільськогосподарській академії в Москві. У Москві відвідував майстерні Костянтина Юона та Станіслава Жуковського.
З 1917 року працював агрономом у Миргороді. У 1920-х–1930-х роках проживав на Кавказі, поблизу Сухумі, викладав в сільськогосподарському технікумі. Протягом 1937—1941 років жив у Лубнах. З початком німецько-радянської війни був залишений за завданням ВКП(б) для підпільної роботи у Лубнах на час окупації. Розстріляний окупантами за зв'язок із партизанами в жовтні 1941 року.

## Творчість
Серед робіт:
- «Український пейзаж» (1925, Полтавський художній музей);
- «Осінь»  (1925, Полтавський художній музей);
- «Соняшники» (1925, Лубенський краєзнавчий музей);
- «Вітряний день» (1926, Полтавський художній музей);
- «Міський пейзаж» (1926, Лубенський краєзнавчий музей);
- «Влітку» (1932);
- «Річка Сула восени» (1937);
- «Зимовий пейзаж з хатами».

Брав участь у виставках у Миргороді у 1917 році, Лубнах у 1924 і 1939 роках. 
Твори зберігаються у Полтавському художньому музеї, Лубенському краєзнавчому музеї, Полтавському літературно-меморіальному музеї Володимира Короленка.
|         |                           |          |
| «Осінь» | «Зимовий пейзаж з хатами» | «Влітку» |